# HT–1080Z
A HT–1080Z iskolaszámítógép a Híradástechnika Szövetkezet által, az első iskolaszámítógép pályázatra gyártott Z80 alapú számítógép, amely 1983–1986 között készült. Processzorának órajele 1,77 Mhz

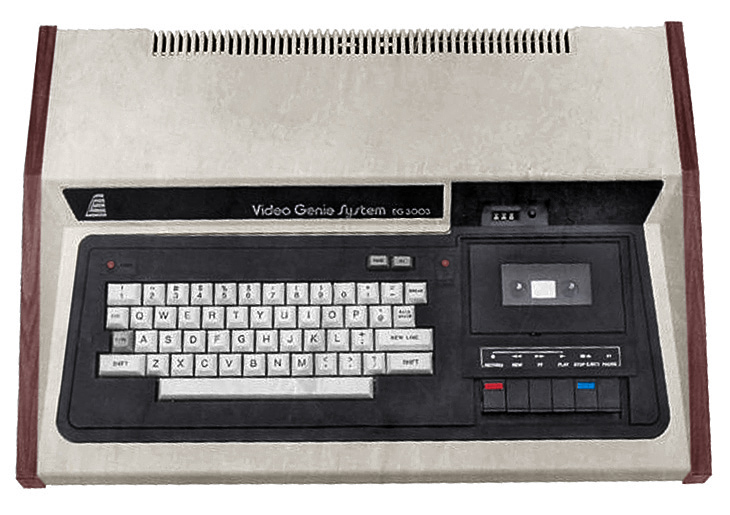
A Video Genie számítógép, amelynek licence a gyártás alapjául szolgált

A számítógép gyártási jogát a Híradástechnika Szövetkezet a hongkongi EACA cégtől vásárolta meg, az eredeti konstrukció neve Video Genie volt, amely pedig eredetileg a Tandy TRS–80 Modell I alapján készült.
A beépített Microsoft 12K Level II BASIC az idők folyamán annyi továbbfejlesztésen ment keresztül, amennyi a magyar ékezetes betűk kezeléséhez volt szükséges. Az eredetileg licencelt számítógépkonstrukcióhoz képest a számítógépet egy AY-3-8910 típusú hangáramkörrel egészítették ki.
Megjelenítőként fekete-fehér televíziót használt, kétféle: szöveges, és egy pszeudografikus (álgrafikus) üzemmóddal. Grafikus módban 128*48-as felbontásra képes, szöveges módban pedig 16x32 vagy 16x64 karakteres megjelenítést képes. 
Szokatlan (és célszerű) megoldás az alapgépbe beépített kazettás magnó mint háttértár, egyes modelleknél a kazetta programból indítható, illetve megállítható. Ez lehetővé tette az akkori viszonyok között elég komolynak számító adatbázisok kezelését is, igaz, a szekvenciális hozzáférés miatt nehézkesen.
A mechanika tervezésekor figyelembe vették az iskolában várható fokozott igénybevételt, összesen 2364 darabot szállítottak le az iskolák számára.
Létezett hozzá bővítő kártyákat befogadó egység és floppy meghajtó is. Ezek azonban nem terjedtek el magas áruk miatt.